# Leprechaun
Leprechaun (tiếng Ireland: leipreachán/luchorpán, tạm dịch: yêu tinh) là một loài yêu tinh trong thần thoại dân gian Aos Sí của Ireland. Chúng thường có diện mạo của một người đàn ông lùn, ít râu, mặc áo choàng và đội mũ cùng màu xanh lá. Về sau này, người ta miêu tả leprechaun là những sinh vật cô độc với công việc là đóng và sửa giày, chúng cũng có một hũ vàng giấu ở chân cầu vồng. Nếu bị con người bắt giữ, leprechaun sẽ đổi lại ba điều ước để được thả tự do.
Leprechaun được gọi tạm là yêu tinh nhưng là yêu tinh của may mắn theo một loại mô phỏng là có kí hiệu của cỏ ba lá. Thường xuất hiện hình dáng của một người đàn ông lùn (gầy hoặc mập mạp) nhiều râu, tóc có màu vàng, mặc áo choàng và đội mũ cùng màu xanh lá, theo tùy cách diễn đạt hoặc có thể nhân vật là người phụ nữ. Cả hai nhân vật này chỉ là một truyền thuyết của người dân Ireland. Tương truyền, leprechaun là những sinh vật cô độc thường sống ở các cao nguyên, rừng rậm, hang động.

## Hình ảnh

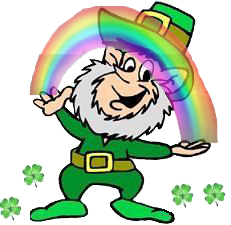
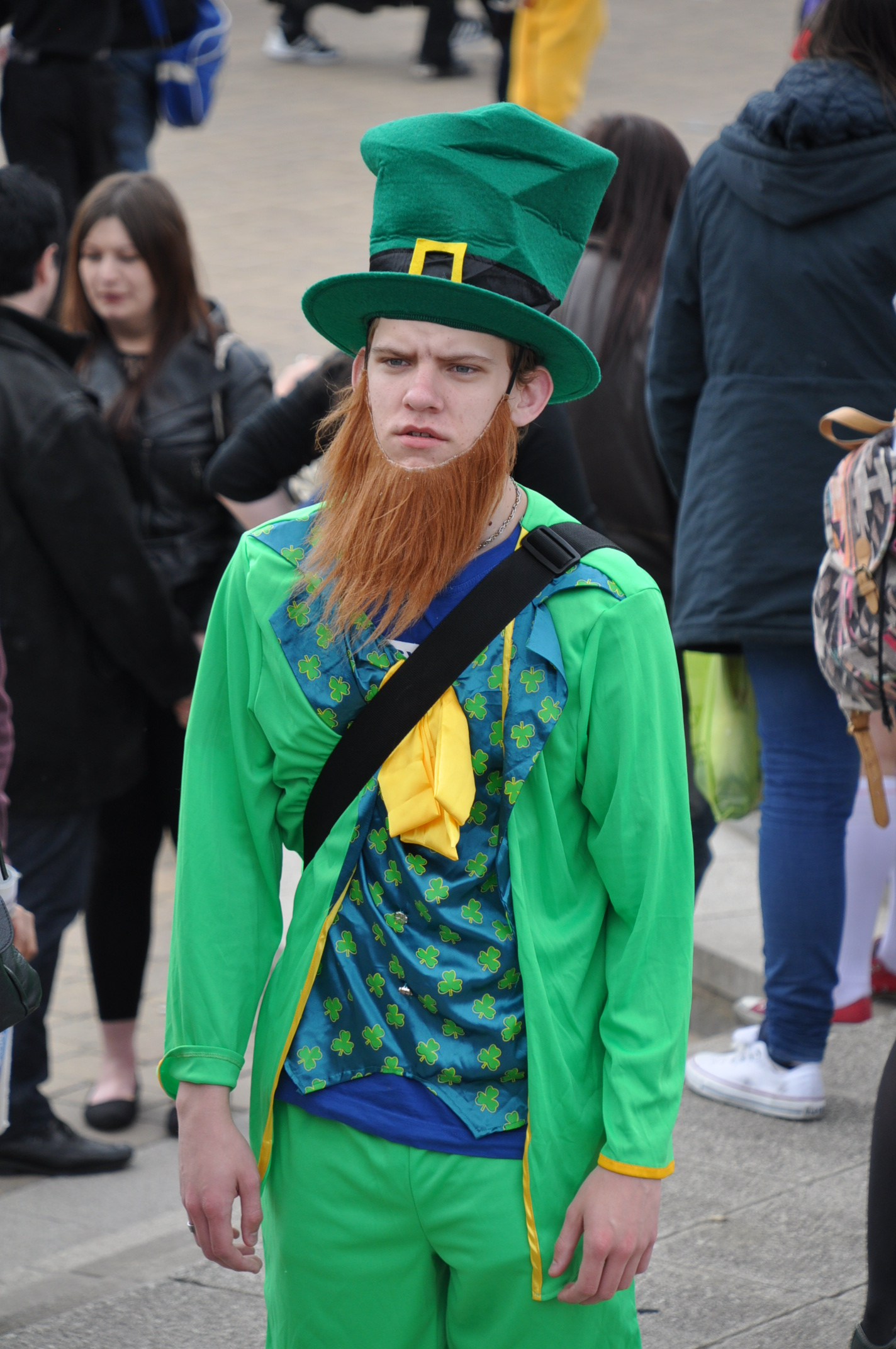
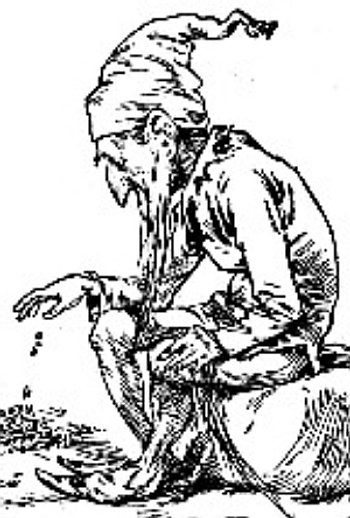

- Tập tin:Balloon leprechaun at Boston's St Patrick's Day Parade in 2018.jpg

## Tìm hiểu thêm
- Briggs, Katharine. An Encyclopedia of Fairies: Hobgoblins, Brownies, Bogies, and Other Supernatural Creatures. New York: Pantheon, 1978.
- Croker, T. C. Fairy Legends and Traditions of the South of Ireland. London: William Tegg, 1862.
- Hyde, Douglas. Beside The Fire. London: David Nutt, 1910.
- Keightley, T. The Fairy Mythology: Illustrative of the Romance and Superstition of Various Countries. London: H. G. Bohn, 1870.
- Koch, John T. (2006). Celtic Culture: A Historical Encyclopedia. ABC-CLIO.
- Lover, S. Legends and Stories of Ireland. London: Baldwin and Cradock, 1831.
- McAnally, David Russell. Irish Wonders. New York: Weathervane Books, 1888.
- Negra, D. [ed.]. The Irish in Us: Irishness, Performativity and Popular Culture. Durham, NC: Duke University Press. 2006. ISBN 978-0-8223-8784-8.
- Koch, John T. (2006). Celtic Culture: A Historical Encyclopedia. ABC-CLIO. ISBN 1851094407.
- Wilde, Jane. [Speranza, pseud.]. Ancient Legends, Mystic Charms, and Superstitions of Ireland. London: Ward and Downey, 1887.
- Yeats, William Butler. Fairy and Folk Tales of the Irish Peasantry. London: Walter Scott, 1888.
- Kane, W. F. de Vismes (ngày 31 tháng 3 năm 1917). "Notes on Irish Folklore (Continued)". Folklore. Quyển 28 số 1. tr. 87–94. doi:10.1080/0015587x.1917.9718960. ISSN 0015-587X.
- Winberry, John J. (1976). "The Elusive Elf: Some Thoughts on the Nature and Origin of the Irish Leprechaun". Folklore. Quyển 87 số 1. tr. 63–75. ISSN 0015-587X.